# 蘇冕 (清朝)
蘇冕，字藻旒，廣東順德府杏坛镇桑麻人，清朝政治人物，同進士出身。
同治七年（1868年）戊辰科進士，改庶吉士。